# Pic Horru
El Pic Horru o Penya Manteca (Picu Horru en asturlleonès) és el cim més alt de la Serra de la Manteca en la Serralada Cantàbrica. Està situat en el concejo espanyol de Belmonte de Miranda (Astúries). Compta amb una altura de 1527 msnm. Es troba entre les conques dels rius Pigüeña i Narcea. Forma part del Lloc d'importància comunitària Penya Manteca-Xinestaza.
Considerat el cim més representatiu i de més fàcil accés de la Serra de la Manteca, des del Picu Horru poden veure's el Miro la Chana, els Calastros de Posadoiro o el Sotambio.